# Park Pumalin

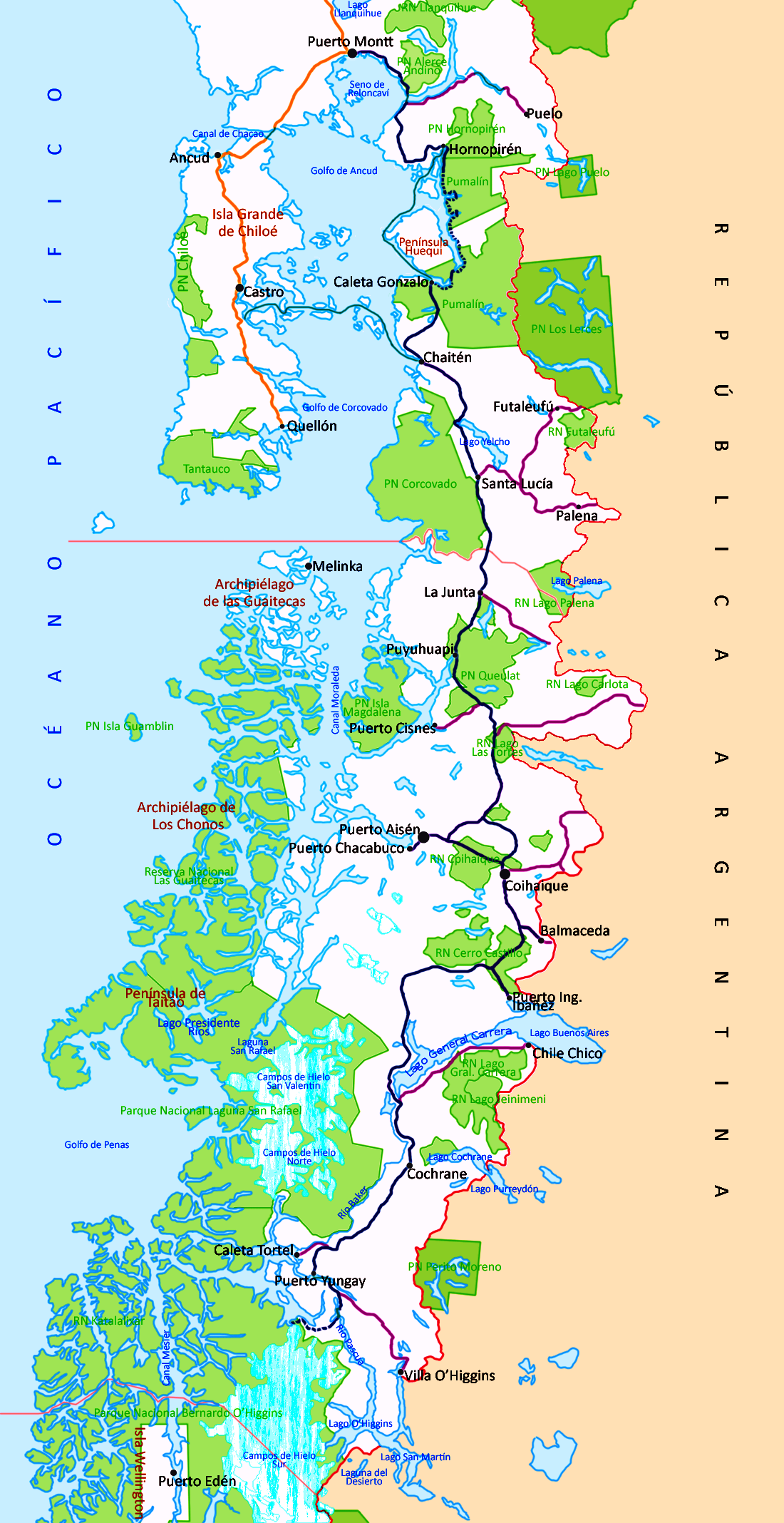
Pumalin Park jest położony na prawym górnym rogu mapy

Park Pumalin (hiszp. Parque Pumalín, ang. Pumalin Park), największy na świecie prywatny park przyrodniczy (pow. ok. 3250 km²), położony w prowincji Palena na południu Chile. Park został założony w 1991 r. przez amerykańskiego biznesmena Douglasa Tompkinsa, w 2005 r. oficjalnie uznany przez rząd chilijski za rezerwat przyrody.
Wielkość opadów na obszarze parku wynosi ok. 6000 mm rocznie.